# Obstruction-Inseln
Die Obstruction-Inseln sind eine Inselgruppe östlich von Neuguinea. Politisch gehören sie zur Provinz Milne Bay im südöstlichen Bereich von Papua-Neuguinea.

## Geografie
Die Inseln liegen zwischen dem Ostkap von Neuguinea und der Insel Nuakata. Sie erhielten den Namen Obstruction-Inseln weil sie die Passage zwischen Nuakata und dem Ostkap von Neuguinea blockieren. Die Inselgruppe gehört verwaltungsmäßig zur Maramatana Rural LLG (Local Level Government) Area im Distrikt Alotau der Provinz Milne Bay.
Die größeren Inseln der Gruppe sind Lelei Gana oder Pahilele (29 ha), Iabama (34 ha), Boia Boia Waga (13 ha), Mei Mei Ara (38 ha), Kana Kuba (2,6 ha) und Hibwa (0,3 ha).
Zur Volkszählung 2000 hatte die Inselgruppe eine Bevölkerung von 231 auf zwei bewohnten Inseln (Biwa 180, und Iabam/Pahliele 51).